# Belgi (popolo moderno)

Distribuzione dei belgi nel mondo

I belgi (in olandese Belgen, in francese Belges, in tedesco Belgier) sono gli abitanti del Belgio, una monarchia parlamentare federale dell'Europa occidentale.
Poiché il Belgio è uno stato multinazionale, questa identificazione può essere residenziale, legale, storica o culturale piuttosto che etnica. La maggior parte dei belgi, tuttavia, appartiene a due distinti gruppi linguistici o comunità (olandese: gemeenschap; francese: communauté) originari del paese, cioè delle sue regioni storiche: fiamminghi nelle Fiandre, che parlano olandese; e valloni in Vallonia, che parlano francese o vallone.

## Etimologia
La rivoluzione del 1830 portò alla costituzione di un paese indipendente sotto un governo provvisorio e un congresso nazionale. Il nome "Belgio" fu adottato per il paese, la parola deriva dalla Gallia Belgica, una provincia romana nella parte più settentrionale della Gallia che, prima dell'invasione romana nel 100 a.C., era abitata dai Belgi, un misto di popoli celtici e germanici. I moderni belgi fiamminghi discendono dalle antiche tribù germaniche migrate nell'area durante le invasioni barbariche (come i Franchi ed i Frisoni, che occuparono l'area di Anversa), mescolatesi alle locali popolazioni germaniche e gallo-romane (come i Batavi, Betasii, Cattuari, Cugerni, Sunuci, Toxandri, Treveri, Tungri e Ubi). Essi parlano l'olandese. I belgi valloni discendono dalle antiche popolazioni celtiche della zona, dai romani stabilitisi lì successivamente, con cui essi si mescolarono (gallo-romani), e dalle tribù germaniche che migrarono successivamente nella regione, principalmente dai Franchi. Essi parlano una lingua romanza, il vallone.

## Relazione tra le diverse comunità linguistiche
I belgi sono principalmente una nazionalità o un gruppo di cittadini, e non sono un gruppo etnico omogeneo. I belgi sono costituiti da due principali gruppi linguistici ed etnici; gli olandesi (chiamati fiamminghi) e i francofoni (per lo più valloni), nonché un terzo gruppo minuscolo ma costituzionalmente riconosciuto proveniente da due piccole aree di lingua tedesca (il Cantone di Eupen ed il Cantone di Sankt Vith). Queste entità etniche e linguistiche sono governate da "regioni o comunità" designate costituzionalmente.
La regione di Bruxelles-Capitale occupa una posizione politica e culturale unica poiché geograficamente e linguisticamente è un'enclave bilingue all'interno della regione fiamminga unilingue. Dalla fondazione del Regno del Belgio nel 1830, la città di Bruxelles è stata francizzata, poiché si è trasformata da una città quasi interamente di lingua olandese in una città multilingue con il francese come lingua maggioritaria e lingua franca.